# Syzygium austrosinense
Syzygium austrosinense là một loài thực vật có hoa trong Họ Đào kim nương. Loài này được (Merr. & L.M.Perry) H.T.Chang & R.H.Miao miêu tả khoa học đầu tiên năm 1982.